# Molophilus titan
Molophilus titan är en tvåvingeart som beskrevs av Alexander 1928. Molophilus titan ingår i släktet Molophilus och familjen småharkrankar. Inga underarter finns listade i Catalogue of Life.